# Katastrska občina
Katastrska občina je najmanjša enota  zemljiškega katastra, v velikosti približno 7 km2. To kategorijo je prinesel Franciscejski kataster, ki je prvi predstavljal uradno evidenco zemljiških parcel. Ta zemljiški kataster je iz prve polovice 19. stoletja.